# Acer kungshanense
Acer kungshanense é uma espécie de árvore do gênero Acer, pertencente à família Aceraceae.